# وحدوية إيطالية

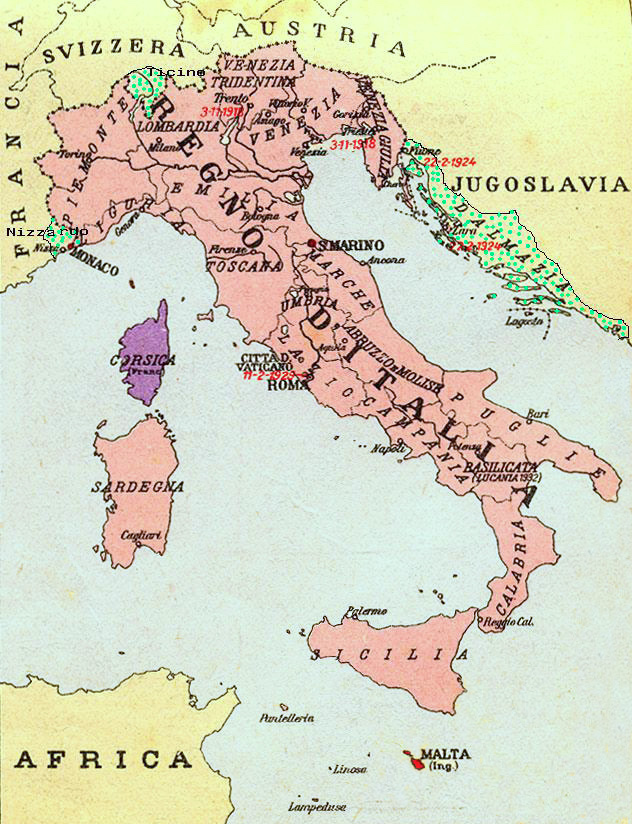
خريطة المناطق التي طالب بها الفاشيون في الثلاثينيات. باللون الأخضر نيس و تيسينو و دالماسيا، بالأحمر مالطا، بالبنفسجي كورسيكا كما طالبوا فيما بعد بسافوي و كورفو.

الوحدوية الإيطالية (بالإيطالية: irredentismo)‏ هي حركة قومية ظهرت خلال أواخر القرن التاسع عشر وأوائل القرن العشرين في إيطاليا وحملت مضامين وحدوية من شأنها تعزيز توحيد المناطق الجغرافية التي يشكل فيها الطليان و/أو الأفراد الذين يتحدثون الإيطالية أغلبية أو أقلية كبيرة من السكان.
شجعت الحركة في بادئ الأمر على ضم الأراضي الإيطالية التي يقطنها السكان الإيطاليون الأصليون، والتي استولت عليها الإمبراطورية النمساوية بعد حرب الاستقلال الإيطالية الثالثة في عام 1866. تشمل هذه الأراضي ترينتو وترييستي، علاوة على المناطق متعددة اللغات والأعراق ضمن المنطقة الإيطالية الشمالية التي تغطيها جبال الألب، مع شعوب الألمان والإيطاليين والسلوفينيين والكروات واللادينيين والرومانيين الإسترو، كجنوب تيرول وجزء من إستريا وغوريتسيا ووغراديسا وجزء من دالماسيا. امتدت هذه المطالبات فيما بعد لتشمل مدينة فيومي وكورسيكا وجزيرة مالطا ومقاطعة نيس وسويسرا الإيطالية.
إبان فترة توحيد إيطاليا بين عامي 1860 إلى 1861، تصدى رئيس وزراء بييمونتي سردينيا، كاميلو بنسو كونت كافور، الذي قاد جهود توحيد إيطاليا، لوجهة نظر الإمبراطور الفرنسي نابليون الثالث الذي أشار إلى أن فرنسا ستدعم الوحدة الإيطالية عسكريًا شريطة حصول فرنسا على نيس وسافوا الخاضعتين لسيطرة بييمونتي سردينيا، وذلك لعدم رغبة فرنسا بأن تمتلك دولة قوية نفوذًا على ممرات جبال الألب. نتيجة لذلك، أُرغمت بييمونتي سردينيا على التنازل عن مقاطعتي نيس وسافوا لفرنسا مقابل قبولها إرسال قوات للمساعدة في توحيد إيطاليا.
لتفادي اللبس وبما يتماشى مع ما هو متعارف عليه، تستخدم هذه المقالة أسماء الأماكن الإنجليزية الحديثة في سائرها. يُشار إلى أن معظم الأماكن لها أسماء بديلة في اللغة الإيطالية. انظر قائمة أسماء الأماكن الإيطالية في دالماسيا.

## السمات
لم تكن الوحدوية الإيطالية منظمة رسمية بل حركة رأي نادت بها العديد من الجماعات المختلفة، بدعوى أنه توجب على إيطاليا الوصول إلى «حدودها الطبيعية» أو توحيد الأراضي التي يقطنها الإيطاليون. كانت الأفكار القومية المشابهة شائعة في أوروبا في أواخر القرن التاسع عشر. بدأ استخدام مصطلح «الوحدوية» في العديد من الدول (انظر قائمة الادعاءات أو النزاعات الوحدوية). يجب عدم الخلط بين فكرة إيطاليا الوحدوية وتوحيد إيطاليا، التي تتمثل بالأحداث التاريخية التي أسفرت عن الوحدوية، ولا مع القومية أو الإمبراطورية الإيطالية، وهي الفلسفة السياسية التي أخذت الفكرة إلى ما هو أبعد من ذلك تحت ظل حكم الفاشية.
نشأت الوحدوية في إيطاليا نتيجة للتوسع الفرنسي في إيطاليا والذي بدأ بضم كورسيكا في عام 1768 وتبع ذلك ضم نابليون مناطق بييمونتي وليغوريا وتوسكانا – ضمن أراضي أول إمبراطورية فرنسية في فرنسا. وصف نيكولو توماسيو الثائر الكورسيكي باسكوالي باولي بـ«نذير الوحدوية الإيطالية» نظرًا لكونه أول من روج للغة الإيطالية والثقافة الاجتماعية (أبرز سمات الوحدوية الإيطالية) في جزيرته؛ أراد باولي أن تكون اللغة الإيطالية اللغة الرسمية لجمهورية كورسيكا المؤسسة حديثًا.  

في عام 1768، وجه باسكوالي باولي نداءً ضد الغزاة الفرنسيين، قال فيه:
نحن كورسيكيو المولد والمشاعر، ولكننا قبل كل شيء نشعر بأننا إيطاليون بلغتنا وأصولنا وعاداتنا وتقاليدنا، وجميع الإيطاليين إخوة متحدون في وجه التاريخ وفي وجه الإله ... بصفتنا كورسيكيون، لا نرغب بأن نكون عبيدًا ولا «متمردين» وكإيطاليين فإننا نتمتع بحق التعامل على قدم المساواة مع الأخوة الإيطاليين الآخرين... إما أن نكون أحرار أو لن نكون أي شيء... إما أن ننتصر أو نموت (في مواجهة الفرنسيين)، وأسلحتنا في أيدينا ... إن الحرب ضد فرنسا صائبة ومقدسة كقداسة اسم الإله وصوابه، وستظهر شمس الحرية لإيطاليا على جبالنا.

—  باسكوالي باولي
كُتب الدستور الكورسيكي في عهد باولي عام 1755 باللغة الإيطالية وكانت الجامعة التي أسسها في مدينة كورت عام 1765 ولم تدُم طويلًا تستخدم اللغة الإيطالية كلغة رسمية لها.
خلال القرن التاسع عشر، طورت الوحدوية الإيطالية كليًا سمات الدفاع عن اللغة الإيطالية ضد لغات الشعوب الأخرى، كاللغة الألمانية في سويسرا وفي الإمبراطورية النمساوية المجرية أو اللغة الفرنسية في نيس وكورسيكا.
من المُحتمل أن يكون تحرير إيطاليا الوحدوية الحافز الأقوى لدخول إيطاليا في الحرب العالمية الأولى ولبّت معاهدة فرساي الموقّعَة عام 1919 العديد من المطالبات الوحدوية.
في بادئ الأمر، اتسمت الوحدوية الإيطالية بالاعتدال، إذ طالبت فقط بعودة المناطق ذات الأغلبية الإيطالية من السكان إلى سيطرة إيطاليا، إلا أنها أصبحت عدائية بعد الحرب العالمية الأولى –في ظل النفوذ الفاشي– وطالبت أيضًا بحق مملكة إيطاليا حتى في المناطق التي تتواجد فيها الأقلية الإيطالية أو تلك التي تواجد الإيطاليون فيها فيما مضى فقط. ففي الحالة الأولى كان هناك مطالبات توحيدية إيطالية بشأن ترينتو، بينما اشتملت الحالة الثانية على مطالبات فاشية في الجزر الأيونية وسافوا ومالطا.

## النشأة
عقب توحيد إيطاليا والحرب الإيطالية الثالثة للاستقلال في عام 1866، كانت هناك مناطق تقطنها جماعات تتحدث الإيطالية داخل حدود العديد من الدول المحيطة بالمملكة الإيطالية المؤسسة حديثًا. سعى الوحدويون لضم جميع هذه المناطق إلى إيطاليا الموحدة حديثًا. كانت المناطق المستهدفة هي كورسيكا ودالماسيا وغوريتسيا والجزر الأيونية وإستريا ومالطا ومقاطعة نيس وكانتون تيسينو وأجزاء صغيرة من غراوبوندن وفاليز وترينتو  وترييستي وفيوم.
نشأ العديد من الحركات أو الجماعات المختلفة إبان هذه الفترة: في عام 1877، ابتكر السياسي الإيطالي ماتيو ريناتو إمبرياني المصطلح الجديد «الأراضي غير المستردة»، وفي العام ذاته، أُنشئت حركة «رابطة إيطاليا غير المستردة»، وفي عام 1885 تأسست حركة «من أجل أرض الآباء» وفي عام 1891 تأسست الرابطة الوطنية الإيطالية في ترينتو  وترييستي (في الإمبراطورية النمساوية).
في بداية نشأتها، يمكن وصف الحركة كأحد أجزاء عملية بناء الأمة الأكثر عمومية في أوروبا خلال القرنين التاسع عشر والعشرين حيث حلت دول قومية محل الإمبراطوريات النمساوية المجرية والروسية والعثمانية متعددة الجنسيات. من الممكن مقارنة عملية بناء الأمة الإيطالية بحركات مماثلة في ألمانيا (ألمانيا العظمى)، والمجر، وصربيا، وبولندا قبل عام 1914. في الوقت ذاته، في كثير من أجزاء القرن التاسع عشر، كانت الليبرالية الأوروبية والقومية إيديولوجيات تتقدم طليعة الثقافة السياسية. ظهرت القومية في هيئة موحدة في أوروبا الشرقية، حيث فرضت إمبراطورية هابسبورغ سيطرتها لفترة طويلة على مجموعة متنوعة من الجماعات العرقية والثقافية. كانت بداية القرن التاسع عشر «الفترة التي استحضرت فيها القوميات الأصغر، ومعظمها من سكان الإمبراطورية الأصليين -التشيك والسلوفاكيون والسلوفينيون والكروات والصرب والأوكرانيون والرومانيون- تقاليدها التاريخية، وأعادت إحياء لغاتها الأصلية كلغات أدبية، وأعادت اعتماد تقاليدها وفلكلورها، وباختصار، أعادت تأكيد وجودها كأمم». ترتبط فكرة وجود إيطاليا موحدة واحدة بتطلعات «أغلبية السكان».